# 4-та армія (Російська імперія)
4-та армія (4 А, рос. 4-я армия) — загальновійськове оперативне об'єднання, з'єднань, частин Казанського військового округу під час Першої світової війни.

## Склад
Польове управління (штаб 4 А) утворене 2 серпня 1914 при штабі Казанського військового округу. На кінець 1917 року штаб армії розташовувався в Бакеу. Ліквідований на початку 1918 року.
На початку війни до складу армії входили:
- Польове управління (штаб 4 А)
- Гренадерський корпус
- XIV армійський корпус
- XVI армійський корпус
- III Кавказький корпус
- Окремі частини

На кінець 1917 року армія мала у своєму складі:
- VIII армійський корпус
- XXIV армійський корпус
- XXX армійський корпус
- XXXVI армійський корпус

## У складі
- Південно-Західного фронту (серпень 1914 — червень 1915)
- Північно-Західного фронту (червень — серпень 1915)
- Західного фронту (серпень 1915 — жовтень 1916)
- Румунського фронту (грудень 1916 — початок 1918)

## Командувачі
- 19.07.1914-22.08.1914 — генерал від інфантерії барон Зальца Антон Єгорович
- 22.08.1914-20.08.1915 — генерал від інфантерії Еверт Олексій Єрмолайович
- 30.08.1915-21.11.1917 — генерал від інфантерії Рогоза Олександр Францевич
- 21.11.1917-01.12.1917 — в.о., прапорщик Протопопов
- 01.12.1917-13.1917 — прапорщик Кундурушкін І.С.